# 32969 Motohikosato
32969 Motohikosato è un asteroide della fascia principale. Scoperto nel 1996, presenta un'orbita caratterizzata da un semiasse maggiore pari a 2,6896262 UA e da un'eccentricità di 0,2070070, inclinata di 5,65128° rispetto all'eclittica.